# Forum de Vésone
Le forum de Vésone est l'un des principaux monuments de la cité antique Vesunna (Périgueux), au centre de la vie civique et commerciale.

## Place et usages du forum dans la ville antique
- Nécropoles
- Carrières
- Aqueduc de Grandfont
- Portions de rues connues
- Axes supposés
- 1 : Sanctuaire de la Tutelle
- 1a : Tour de Vésone
- 2 : Domus des Bouquets
- 3 : Amphithéâtre
- 4 : Porte de Mars
- 5 : Centre National de la Préhistoire
- 6 : Château Barrière
- 7 : Rues Chanzy et Turenne
- 8 : Chapelle Saint-Jean-Baptiste
- 9 : Rue du Colonel-Raynal
- 10 : Rue Ferdinand-Dupuy
- 11 : Impasse de Vésone
- 12 : Rue de Campniac
- 13 : Rue Lakanal (piscine)
- 14 : Nécropole Saint-Front, place de la Clautre
- 15 : Oppidum de la Curade / Camp de César
- 16 : Écornebœuf
- 17 : Carrière Jay-de-Beaufort
- 18 : Carrière de Francheville
- 19 : Nécropole de la Gare
- 20 : Forum
- 21 : Thermes de Godofre
- 22 : Domus de Campniac
- 23 : Domus de la Visitation

C'est dans la première moitié du Ier siècle apr. J.-C. que Vesunna (francisé en Vésone), en tant que cité romaine, connait son plus grand essor, principalement sur le point de vue de l'urbanisme, où les plus grands monuments publics sont construits d'après des plans romains, notamment le forum dans un premier temps, suivi par la tour de Vésone, l'amphithéâtre et les thermes,,. En tant que lieu du pouvoir et de la justice, le forum de Vésone est la vitrine des élites et du culte impérial. Il est à la fois un organe institutionnel (lieu de réunion de la Curie) et un centre économique (probablement le siège de corporations qui gèrent les affaires commerciales). Le forum revêt aussi, de façon mineure, une dimension religieuse et sacrée.
Comme dans le reste de la Gaule romaine, les affaires publiques sont gérées par les notables d'ordre décurional et d'origine gauloise, rapidement romanisés,. Les citoyens les plus fortunés sont les notables les plus connus, notamment la famille Pompeia et la famille Pomponia. La cité de Vésone est alors dirigée par le duumvir, un collège de deux membres, institué pour exercer conjointement le pouvoir municipal. À ce titre, le forum est un monument important dans la genèse de l'autonomie civique de Vésone.

## Architecture
Les premiers vestiges s'apparentant au forum sont découverts pour la première fois par Charles Durand entre 1907 et 1909, sensiblement entre les rues actuelles de Campniac et de Vésone. Il relève les structures, en réalise quelques photographies et en donne des cotes altimétriques relatives au nivellement général. Le forum aurait été construit dans la première moitié du Ier siècle apr. J.-C. grâce à l'encouragement impérial et à la dotation de généreux évergètes,. L'épigraphie montre que les travaux sont financés par au moins trois générations de la famille Pompeia, puis achevés vers les années 80 par l'un des descendants.
Depuis la place publique du marché, dallée d'une largeur de 45 m et bordées de deux portiques au nord et au sud, un perron à quatre marches, large de 22,50 m, donne accès par l'est à une basilique orientée nord-sud (64 × 11,50 m),,. À l'est, la façade de la cour — et sans doute son entrée — s'ouvrent sur le cardo maximus, au sud de l'entrée du sanctuaire de la déesse Vesunna.
Entourée d'une colonnade sur socles carrés (0,75 × 0,75 m), la nef centrale de la basilique sépare deux salles à ses extrémités. Au nord, la salle A (7,18 × 5,41 m) est pavée d'une mosaïque romaine à décor géométrique polychrome, dont la bordure conserve probablement la représentation de l'arrière-train d'un lion. Une base maçonnée (1,80 × 1,60 m) au centre de la salle suppose la présence d'une statue ou d'un autel. Au sud, la salle B (17 × 12 m), légèrement désaxée vers l'est, est pavée d'une mosaïque noire et blanche, composée d'un emblema (un tableau amovible rapporté au centre de la composition).
Au IIe siècle, le forum est étendu à l'ouest de la basilique, avec une seconde place symétrique par rapport à la cour orientale,. Les fouilles permettent d'y retrouver une pièce accueillant un bassin et un puits. Cette pièce est ornée d'enduits peints représentant un combat de gladiateurs.
L'ensemble du forum est détruit à la fin du IIIe siècle ou dans le courant du IVe siècle.

Fragments de peinture murale retrouvées lors des fouilles, représentant un combat de gladiateurs.
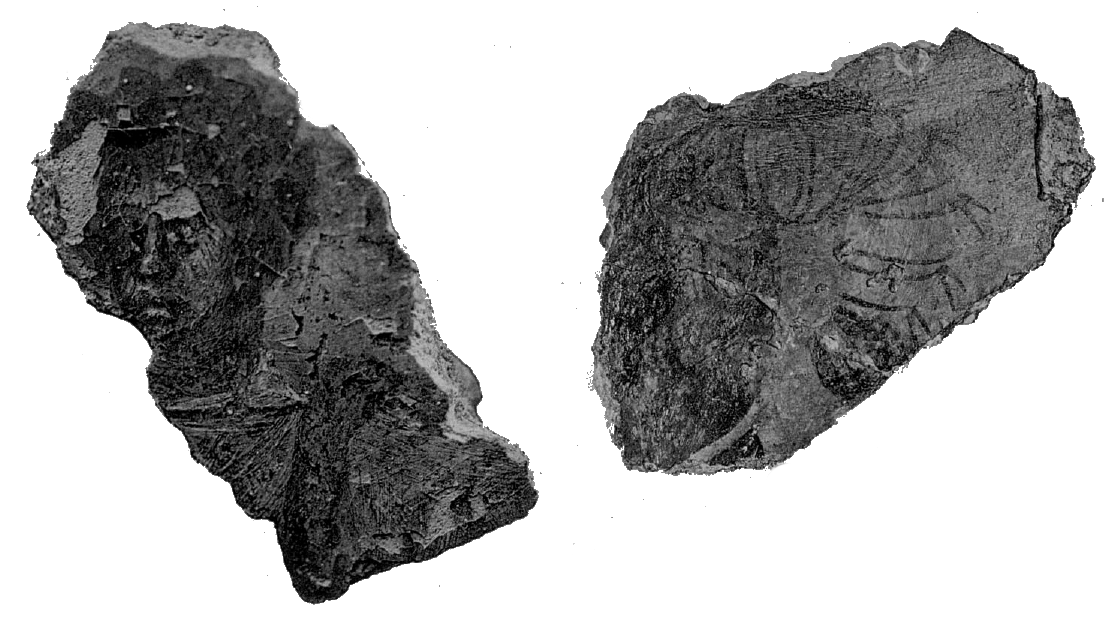
Deux fragments.
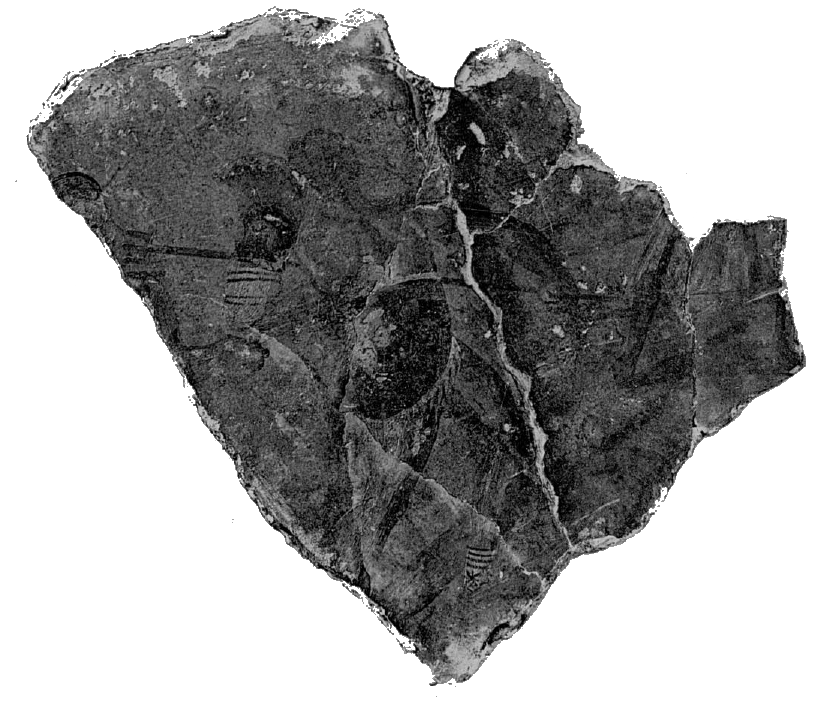
Un fragment.

## Mémoire
Entre le 9 novembre 1940 et l'année 1946, la rue Georges-Vacher porte le nom de rue du Forum, tirant son nom du forum situé à l'extrémité nord de la voie.